# Pontrilas
Pontrilas egy falu Angliában, Herefordshire grófságban az angol-walesi határ mentén. A város nevének jelentése: híd három folyó felett, ami arra utal, hogy a település a Dore, Worm Brook és Dulas folyók összefolyásánál fekszik.

## Látnivalók
Manor House - egykoron a Baskerville-család otthona volt.

## Közlekedés
Megközelíthető úton és vasúton Hereford valamint Newport felől. A walesi határvidék vasútvonal mentén fekszik.